# Lewis Merenstein
Lewis Merenstein (23. října 1934 – 6. září 2016) byl americký hudební producent. Vyrůstal v Baltimoru ve státě Maryland a když se koncem padesátých let přestěhoval do New Yorku, začal pracovat jako zvukový inženýr. V roce 1968 produkoval album Astral Weeks severoirského zpěváka Vana Morrisona; později s ním spolupracoval ještě na albu Moondance. Během své kariéry spolupracoval s řadou dalších hudebníků, mezi které patří Miriam Makeba, Gladys Knight či John Cale. Zemřel roku 2016 ve věku 81 let.

## Diskografie (výběr)
- There's No Hole in My Soul (Barry Goldberg, 1968)
- Stone Blues (Charlie Musselwhite Blues Band, 1968)
- Funky (The Spencer Davis Group, 1968)
- Astral Weeks (Van Morrison, 1968)
- Two Jews Blues (Barry Goldberg, 1969)
- Tax Free (Tax Free, 1970)
- Garland Jeffreys and Grinder's Switch (Garland Jeffreys and Grinder's Switch, 1970)
- Vintage Violence (John Cale, 1970)
- Chelsea (Chelsea, 1970)
- Moondance (Van Morrison, 1970)
- Glass Harp (Glass Harp, 1970)
- Blasts from My Past (Barry Goldberg, 1971)
- It Makes Me Glad (Glass Harp, 1971)
- Synergy (Glass Harp, 1972)
- Waterbeds in Trinidad! (The Association, 1972)
- Cass Elliot (Cass Elliot, 1972)
- The Road Is No Place for a Lady (Cass Elliot, 1972)
- Cafe de Paris (Les Variations, 1974)